# Le Candidat (roman)
Pour l’article homonyme, voir Le Candidat.
 (mai 2024).
La mise en forme du texte ne suit pas les recommandations de Wikipédia : il faut le « wikifier ».
Les points d'amélioration suivants sont les cas les plus fréquents :
- Les titres sont pré-formatés par le logiciel. Ils ne sont ni en capitales, ni en gras.
- Le texte ne doit pas être écrit en capitales (les noms de famille non plus), ni en gras, ni en italique, ni en « petit »…
- Le gras n'est utilisé que pour surligner le titre de l'article dans l'introduction, une seule fois.
- L'italique est rarement utilisé : mots en langue étrangère, titres d'œuvres, noms de bateaux, etc.
- Les citations ne sont pas en italique mais en corps de texte normal. Elles sont entourées par des guillemets français : « et ».
- Les listes à puces sont à éviter, des paragraphes rédigés étant largement préférés. Les tableaux sont à réserver à la présentation de données structurées (résultats, etc.).
- Les appels de note de bas de page (petits chiffres en exposant, introduits par l'outil «  Source ») sont à placer entre la fin de phrase et le point final[comme ça].
- Les liens internes (vers d'autres articles de Wikipédia) sont à choisir avec parcimonie. Créez des liens vers des articles approfondissant le sujet. Les termes génériques sans rapport avec le sujet sont à éviter, ainsi que les répétitions de liens vers un même terme.
- Les liens externes sont à placer uniquement dans une section « Liens externes », à la fin de l'article. Ces liens sont à choisir avec parcimonie suivant les règles définies. Si un lien sert de source à l'article, son insertion dans le texte est à faire par les notes de bas de page.
- La présentation des références doit suivre les conventions bibliographiques. Il est recommandé d'utiliser les modèles {{Ouvrage}}, {{Chapitre}}, {{Article}}, {{Lien web}} et/ou {{Bibliographie}}. Le mode d'édition visuel peut mettre en forme automatiquement les références.
- Insérer une infobox (cadre d'informations à droite) n'est pas obligatoire pour parachever la mise en page.

Pour une aide détaillée, merci de consulter Aide:Wikification.
Si vous pensez que ces points ont été résolus, vous pouvez retirer ce bandeau et améliorer la mise en forme d'un autre article.
Le Candidat est un récit autobiographique de Jean Cau, publié en 2007, de façon posthume. Il raconte la campagne académique de Jean Cau poussé par Jean Dutourd en 1989 au fauteuil d'Edgar Faure à l'Académie française. La préface a été écrite par son ami Alain Delon.
Malgré la rédaction de sa satire et l'envie d'incarner un personnage sulfureux, Jean Cau ne publie pas son récit, par égard envers les quatre académiciens qu'il tenait en amitié et qui ont encouragé sa candidature.

## Contexte d'écriture
« Poussé de l'intérieur de l'illustre citadelle par son ami Jean Dutourd, encouragé par d'autres, Jean Cau tenta sa chance durant l'automne 1989, sans y croire vraiment et en ne le désirant qu'à contrecœur. Il raconte les menues corvées auxquelles il dut s'astreindre : écrire aux trente-sept membres de la sainte coupole, rencontrer ceux qu'on n'a pas lus, et ceux dont on découvre jusqu'à l'existence, bref montrer patte blanche. Ironie de l'histoire, Jean Cau, s'il avait été élu, eût dû prendre la place laissée vacante par Edgar Faure. "Prononcer l'éloge d'Edgar Faure, en habit vert et palmé d'or ! Moi !… Élu, en effet j'eusse succédé à ce Fregoli cuit et recuit, mariné et faisandé, décomposé et recomposé dans toutes les sauces de trois républiques…" »

## Contexte de publication
« À tous ceux que tourmente la "fièvre verte", on ne saurait trop conseiller le petit opuscule, intitulé Le Candidat, que les éditions Xénia viennent de publier. Il s'agit d'un inédit du regretté Jean Cau, disparu en 1993 à 68 ans, précédé d'un très bel hommage d'Alain Delon lui-même. »
En 2015, les éditions Xenia reviennent sur la publication de l'ouvrage : « Lorsqu'un ami français m'a proposé de publier un texte inédit de Jean Cau, le célèbre écrivain et grand reporter de Paris Match alors décédé depuis douze ans, je me suis préparé à découvrir un fond de tiroir insortable. Or Le Candidat était le récit étincelant et burlesque de sa candidature malheureuse à l'Académie française. Il y avait là un peu de rancœur à l'égard d'une institution surannée, mais surtout beaucoup d'autodérision. Comment toi, franc-tireur et anarchiste, as-tu pu penser une seconde — se tançait Cau — que la Vieille Dame t'agréerait à son thé fade de l'après-midi ?
J'ai demandé à cet ami comment un pamphlet aussi savoureux avait pu croupir si longtemps dans les tiroirs des éditeurs parisiens. "Vous comprenez, m'a-t-il glissé, autour de chaque éditeur, il y a un ou deux candidats potentiels" Or Le Candidat fut un joli succès, propulsé qu'il fut - ô surprise! - par des membres influents de l'Académie Goncourt, la maison concurrente. »

## Dédicace et exhortation finale
Après la préface d'Alain Delon se trouve la dédicace de Jean Cau aux divers membres de l'Académie française :

« Aux quatre héros qui, animés d'un esprit de sacrifice digne de mémoire, menèrent l'assaut afin de m'ouvrir les portes sacrées
et
Aux quinze braves qui défendirent le temple et m'en interdirent l'entrée
et
Aux six porteurs de drapeaux blancs qui ne voulurent pas de cette guerre
Je dédie
Le Candidat
J. C. »

— Jean Cau, Le Candidat
À la fin de son récit, Jean Cau fait cette exhortation finale :

« Frères, ne vous présentez jamais à l'Académie. Laissez venir à elle les professeurs, les médecins, les hauts fonctionnaires, les ministres, les anciens critiques littéraires, les avocats et les plongeurs sous-marins. Je vous en supplie, à genoux et le front dans la poussière : ne vous présentez pas. À tous, frères, je demande pardon mais un seul baume adoucit la blessure infectée qui s'ouvre sur mon flanc et c'est de penser que je me suis sacrifié pour vous. (...) Si, égarés par les vanités de ce monde ou tentés de les moquer en faisant des galipettes en bicorne, un jour votre orgueil défaille, un jour vos genoux ploient devant cette Vieille Dame, pensez à moi. Relevez-vous. »

— Jean Cau, Le Candidat

## Postérité
La candidature de Jean Cau, comme celle malheureuse de Jorge Semprún ou de Jacques Isorni ou de tant d'autres, est devenu un symbole fréquemment cité dans les journaux lors d'autres campagnes académiques,,.
De plus, sa candidature à l'Académie française est également devenu un élément fréquemment cité quand on évoque Jean Cau comme une figure littéraire à contre-courant de la pensée dominante.

## Édition
Une première édition est publiée chez Xenia en 2007.